# Skull Disco
Skull Disco fue un sello discográfico independiente de dubstep. Fue establecido en Londres en 2005 por Sam Shackleton y Laurie "Appleblim" Osborne, y desapareció en 2008. La música publicada por este sello se caracteriza por introducir en el dubstep percusiones y samples africanos y tribales. Zeke Clough contribuyó dotando al sello con su característico artwork, basándose en una imaginería tanto egipcia como relacionada con el heavy metal.

## Discografía
- 12": A. Shackleton - "I Am Animal" / AA. Appleblim - "Mystikal Warrior" (SKULL001)
- 12": A. Shackleton - "Majestic Visions" AA. Appleblim - "Cheat I" AA2. "Girder" (SKULL002)
- EP: Soundboy's Bones Get Ground Up Proper A. Shackleton - "Blood on my Hands" B1. Shackleton - "Naked" B2. Shackleton - "Hypno Angel" (SKULL003)
- 12": Soundboy's Bones Get Buried In The Dirt Vol 1 - A. Shackleton - "Tin Foil Sky" AA. Gatekeeper - "Tomb" (SKULL004)
- 12": Soundboy's Bones Get Buried In The Dirt Vol 2 - A. Appleblim - "Fear" AA. Shackleton - "Hamas Rule" (SKULL005)
- 12": Soundboy's Ashes Get Chopped Out And Snorted - A. Appleblim - "Vansan" AA. Shackleton - "You Bring Me Down" (SKULL006)
- 12": Shackleton - "Blood On My Hands (Ricardo Villalobos Apocalypso Now Mix)" (SKULL007)
- Doble álbum: Skull Disco - Soundboy Punishments (recopilatorio) (SKULLCD001)
- EP: Appleblim y Peverelist - Soundboy's Ashes Get Hacked Up And Spat Out In Disgust (SKULL008)
- 12" Shackleton feat Vengeance Tenford - "Death Is Not Final" / "Death is Not Final (T++ remix)" (SKULL009)
- 12" Shackleton - Soundboy's Suicide Note (SKULL010)
- CD Shackleton & Appleblim - Soundboy's Gravestone get Desecrated by Vandals (recopilatorio)